# Bocha
Bocha (nep. बोच) – gaun wikas samiti w środkowej części Nepalu w strefie Dźanakpur w dystrykcie Dholkha. Według nepalskiego spisu powszechnego z 2001 roku liczył on 772 gospodarstw domowych i 3706 mieszkańców (1932 kobiet i 1774 mężczyzn).